# Dobropolskie Źródło
Dobropolskie Źródło – wywierzysko w północno-zachodniej Polsce, w dolinie Kłobuckiego Potoku w północnej części Puszczy Bukowej w województwie zachodniopomorskim. 
Wywierzysko znajduje w korycie Potoku Kłobuckiego, w odległości ok. 0,5 km na południowy wschód od południowej granicy rezerwatu przyrody Buczynowe Wąwozy.